# D-STAR

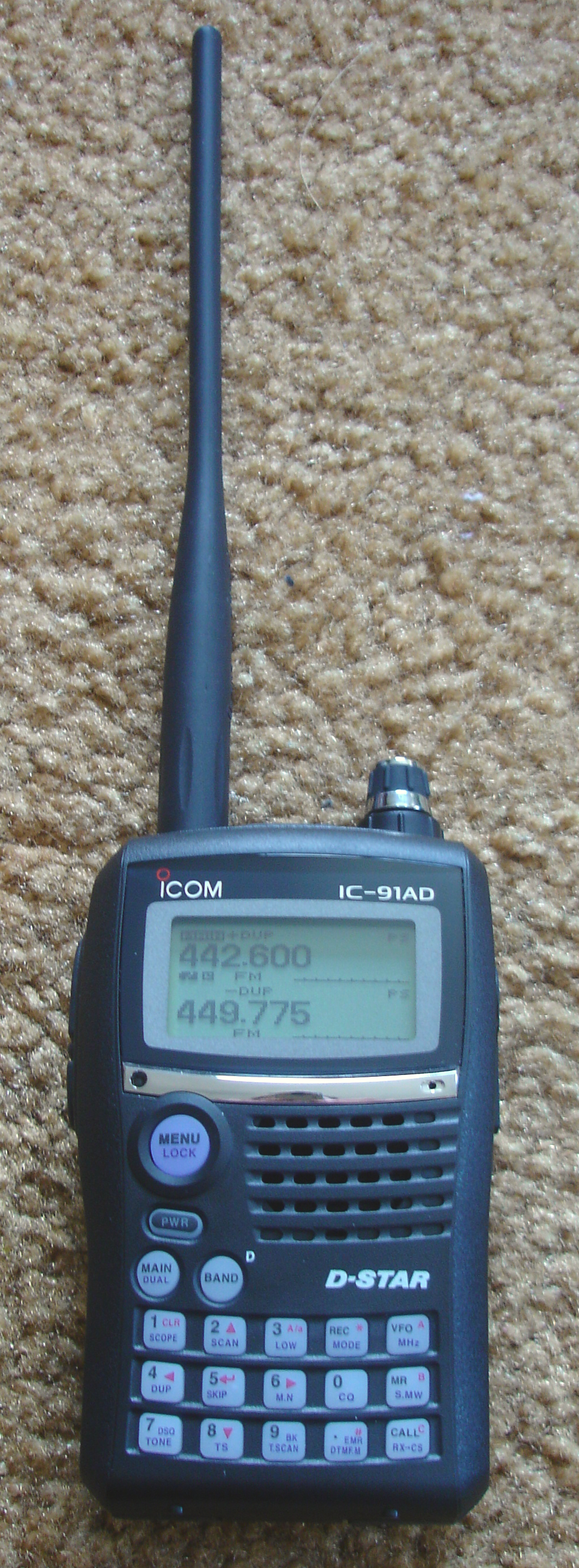
ICOM IC-91AD对讲机与D-STAR UT-121数字语音板

D-STAR（英語：Digital Smart Technologies for Amateur Radio）是一种数位語音及数据传输协议，它是日本业余无线电联盟在探索数位通信技术在业余无线电的应用时所取得的研究成果。尽管也有爱好者移植了其它通信服务的数位开路技术，但D-Star是第一个被广泛部署，并被主流无线电厂商销售支持的业余无线电标准。
从20世纪50年代开始，调幅（AM）、调频（FM）及单边带（SSB）等各种非数位語音通信方式已被广泛应用。相比之下，采用D-STAR方式传输的信号能提供更加清晰的声音，并仅占用比其对应的模拟信号更小的带宽。只要信号强度高于门限，并且没有遇到多径传播，那么接收到的数位信号要优于相同场强的模拟信号。
与D-Star兼容的各种无线电设备已可以在VHF、UHF及微波的业余无线电频段工作。并且在链路层协议的帮助下，D-STAR同样也提供了组网的可连接性，这使得D-Star无线电设备可以与Internet或者其它网络设备互联， 并能够根据业余无线电设备的呼号，为话音及封包数据流提供相关的路由服务。
首个提供兼容D-Star无线电设备的厂商是Icom。直到2008年12月30日之前，没有其它业余无线电制造厂商选择将D-Star嵌入它们的设备，直到健伍（Kenwood）对Icom生产的电台进行贴牌，并仅在日本境内销售后。

## 历史
为了将数字技术引入业余无线电领域，1999年，一项寻找新技术的研究开始了，它由日本业余无线电联盟主管，并获得了日本政府的资助。几年后，就在2001年，研究成果D-Star公诸于世，Icom公司通过提供必要的硬件设备，为建设实施这一新数字技术付出了自己的力量。
2003年9月，Icom公司任命了Matt Yellen, KB7TSE（现在的K7DN），来领导其美国的D-Star发展计划。[2]
2004年4月起，Icom开始发布一系列“可选配D-Star”的新款设备。其中最先发布的商品，是一台型号为IC-2200H的2米移动式单元；紧接着，在第二年，Icom又发布了工作在 2米/140MHz 和 0.7米/430MHz 的手持收发信机。然而，这些电台要工作于D-Star方式，还需安装尚未发布的UT-118扩展卡。最终，Icom推出了这一板卡，为上面这些收发信机提供了D-Star的互联功能。2005年6月份的《ARRL's QST》杂志对Icom的IC-V82进行了点评。
2004年底，日本无线电联盟发布了对现有D-Star标准的重大修改。Icom公司注意到了标准的变化，为了跟进标准的修改，将硬件新品的发布搁置了一年之久。就在新标准完成之后，Icom即宣布已经可以完成并发布新款设备了。
工作于1.2GHz频段的移动电台Icom ID-1于2004年底上市。这是第一款带有完整的数据传输（Digital Data，DD）功能的D-Star电台。
2007年，出现了第一次通过卫星的D-Star通联。这次通联的参与者，是来自弗吉尼亚洲Haymarket市（FM-18）的Michael（N3UC）和来自佐治亚洲亚特兰大市（EM-73）的Robin（AA4RC）。他们是通过AMSAT的AO-27小卫星，完成这次通联的。[7]这两位操作者使用了一系列的Icom设备来完成这次通联，他们在做QSO的过程中遇到的多普勒频移给这次的通联增加了些许难度。
截至2009年底，大约有10,800个D-Star用户利用通过G2网关连接到互联网的D-Star中继台进行交谈。现在大约有550个支持G2网关的中继台在工作。注意，上述用户数并不包括不在D-Star中继台覆盖范围内的D-Star用户，以及工作在不连网中继台的用户。
第一颗兼容D-Star的小卫星预计将在2010年10月发射。OUFTI-1是一颗CubeSat，它由列日和伊西尔大学（University of Liège and I.S.I.L）的比利时学生制造。卫星的名字是一个缩写，意思是地球轨道新型通信装置（Orbital Utility For Telecommunication Innovation）。该项目的目标是拓展卫星及操作的各方面经验。 [9] [11]该卫星仅重1公斤，并分别利用UHF和VHF频段完成上行和下行。 [13]

## 技术细节
今天，这一系统已经具有了连接各种中继台的能力，不仅能连通本地中继台，还可通过互联网，以呼号为标志进行路由，完成连接。各个服务器通过Icom提供的专有“网关”软件，以TCP/IP协议连接。这使业余无线电操作人员可以和其它守候在特殊网关内的爱好者们交谈。在美国，当前的主控网关是由德州的K5TIT团队维护的。他们第一个在美国安装了D-Star中继台系统[15]
利用数位编码技术，D-STAR系统可在2米（VHF）、70厘米（UHF）和23厘米（1.2GHz）业余无线电波段传输话音和数据。此外，工作于10GHz的无线互联系统可以为本地的各个节点建立相互间的连接。
依據D-Star数位語音协议标准（DV），語音被编码为3600bps的数据流，其中编码算法是专有的AMBE编码技术，带有1200bps的前向纠错信息。此外还在数据流中预留了1200bps，作为DV模式电台间的数据通讯用的额外“通道”。无论是2m，70cm还是23cm波段，DV模式的发送比特率都是4800bps。
除了DV模式，利用高速数据（DD）模式，可在23厘米波段以128kbps的速率传送数据。而更高速率的专有数据协议，看起来更像是ATM技术，它利用10GHz频率完成电台之间“站点对站点”的连接。
在低速率语音协议中还附带有DV数据服务的电台，通常都使用一个RS232或者USB接口来传输低速数据(1200bps)。而工作在23厘米波段的Icom ID-1电台则提供了一个标准的以太网口来传输高速数据(128kbps)，连接电脑更加简单。 [17]

## 网关服务器
rs-rp2c 2.0版是当前使用的网关控制软件，不过人们更愿意把它叫作“网关2.0”（Gateway 2.0）。该软件几乎可以运行在任何Linux发行版上，不过Icom支持和推荐的操作系统是CentOS5.1，要求运行在奔腾IV 2.4GHz主频或更快的机器上。
推荐配置要求使用最新更新的5.1版Linux CentOS（Linux内核版本2.4.20、glibc版本2.3.2以及BIND 9.2.1或更高版本）。CPU主频至少应为2.4GHz，内存至少应为512MB。机器应该配有两块网卡，剩余至少10GB自由空间，以便安装操作系统。同时，还需要一些中间件，包括Apache HTTP服务器 2.0.59、Tomcat 5.5.20、mod jk2 2.0.4、OpenSSL 0.9.8d、Java SE 5.0和PostgreSQL 8.2.3。当然软件版本号随更新可能会有所不同。

## 自制D-Star电台
第一部包含图片和图表的D-Star原型电台，可在Moetronix.com的“数字话音收发器项目”上找到。该页面包含了原理图、源代码和白皮书。
另一个项目是安田聖（Satoshi Yasuda 7M3TJZ/AD6GZ）利用UT-118 DV适配器完成的。该项目涉及到将Icom的UT-118与其他厂商的业余电台进行配接。有了这个项目，其它一些VHF/UHF/SHF的业余无线电台就可以进行D-Star通联了。这需要对电台接收部分的鉴频器，以及发射部分的直接调频器进行一些改动，有时候还能够提供速率为9600bps的分组数据接口。安田聖的设计已经找不到了。不过在www.dutch-star.nl也有相关的设计可以代替。
安东尼纳瓦罗（EA3CNO）也设计了一个基于PIC微处理器和UT-118模块的接口电路。

## 设备
- Icom 的 D-STAR 设备
  - 收发信机：
    - Icom ID-1：23厘米波段移动式数位语音和数据收发信机。可选择 1W 或 10W 的输出功率，它采用USB作为控制端口，并可建立以太网的数据连接。
    - Icom IC-2820H/IC-E2820：2米/70厘米移动式双段数位语音收发信机。对每个波段可输出高达50W的功率。可与D-STAR一起，也可不在一起购买。该机的D-STAR模块包含一个带天线的内置GPS接收机。
    - Icom ID-800H：2米/70厘米移动式双频数位语音收发信机。它在2米波段可输出55W，在70厘米波段可输出50W。
    - Icom ID-880H：第三代2米/70厘米移动式数位语音收发信机（50瓦）。
    - Icom IC-80AD：第三代2米/70厘米手持数位对讲机（5瓦）。
    - Icom IC-92AD：2米/70厘米双段手持数位对讲机。四种功率设置，每个波段最高可输出5W功率。具有防摔和潜水设计，可选配内嵌GPS功能的话筒。
    - Icom IC-91AD/IC-E91 + D-STAR：2米/70厘米双段手持数位对讲机。各波段的功率可在0.5W和5W之间选择。
    - Icom IC-2200H：2米单波段移动式数位语音收发信机。功率高达65W。必须购买D-STAR模块选件。
    - Icom IC-V82：2米单波段手持数位对讲机。功率高达7W。必须购买D-STAR模块选件。
    - Icom IC-U82：70厘米单波段手持数位对讲机。功率高达5W。必须购买D-STAR模块选件。

注：所有移动台（包括手持对讲机）都能工作在传统的FM模式。
- - 中继台设备：
    - Icom ID-RP2000V：2米数位语音中继。
    - Icom ID-RP4000V：70厘米数位语音中继。
    - Icom ID-RP2V：23厘米数位语音中继。
    - Icom ID-RP2D：23厘米数据接入点。
    - Icom ID-RP2C：中继台控制器。可以支持多达4个数位语音中继台和数位数据接入点。操作任何Icom D-STAR数字语音中继台和数据接入点都需要用到。
- 建伍的D-STAR设备[2]

- - 收发信机：
    - 健伍TMW-706S：2米/70厘米移动式双波段数位语音收发信机。功率高达50W。
    - 建伍TMW-706：2米/70厘米移动式双波段数位语音收发信机。功率高达20W。

注：这些收发信机在北美没有销售，并且看起来像是Icom ID-800H的OEM版本。
- Inet实验室
  - 计算机附件:
    - DV接口棒：一个内建了AMBE编解码器的USB收发器。它让业余爱好者用个人电脑就可以生成在互联网上传输的D-STAR分组数据。在本地没有D-STAR中继台，或者中继台没连接到互联网网关的情况下，这个小东西给体验D-STAR提供了一种很好的方式。[3]它需要与基于java的DVTOOL，一个模仿D-STAR电台控制方式的应用程序协同工作，尽管它的界面看起来并不像一个电台的操作面板。非Java平台的程序也已经有了，它运行在Windows平台，目前还处在Beta测试阶段。注：目前从许多业余电台经销商处已经可以拿到这个软件，也可照着Moetronix DIY手册的说明来获取。
    - DV-AP: So what's a DVAP Dongle? It's a unit which plugs into your computer and uses functionality similar to the DV Dongle to connect to the D-STAR network across the Internet. The AP (Access Point) bit is because the device also has a 10 mW transmitter built in. You set the Access Point to a particular frequency and then you can use your D-STAR handheld around the house or the near vicinity of the access point[4]

| 生产厂家                         | 电台                        | 中继台 | 详细资料 |
| -------------------------------- | --------------------------- | ------ | --- |
| Icom                             | 有                          | 有     | (ID-1, ID-800H, ID-880H, IC-2200H, IC-2820H, IC-80D, IC-91AD, IC-92AD, ID-RP200V, ID-RP400V)                                                       |
| 健伍                             | 有                          | 有     | (健伍对Icom电台重新贴牌的产品，这些电台只对日本销售。)                                                                                             |
| Moetronix                        | DV Dongle & DVAP            | 无     | (Available through multiple amateur radio dealers.)                                                                                                |
| MicroWalt Corporation DUTCH*Star | Mini Hotspot & Node Adaptor | 有     | Hotspot / Node Adaptors give D-Star users access to remote D-Star systems using over-the-air interface. Can be used as a simplex node or repeater. |